# Stedocys xianrenensis
Espèce
Stedocys xianrenensis est une espèce d'araignées aranéomorphes de la famille des Scytodidae.

## Distribution
Cette espèce est endémique du Guangxi en Chine,. Elle se rencontre dans la grotte Xianren dans le xian de Long'an.

## Description
Le mâle holotype mesure 17,75 mm et la femelle paratype 17,88 mm.

## Étymologie
Son nom d'espèce, composé de xianren et du suffixe latin -ensis, « qui vit dans, qui habite », lui a été donné en référence au lieu de sa découverte, la grotte Xianren.

## Publication originale
- Wu, Luo & Li, 2017 : Nine new species of the spider genus Stedocys (Araneae, Scytodidae) from China and Thailand. Zoological Research, vol. 52, no 5, p. 215-242 (texte intégral).